# Francesco De Rosa (militare)
Francesco De Rosa (Potenza, 13 ottobre 1853 – battaglia di Adua, 1º marzo 1896) è stato un militare italiano, decorato di Medaglia d'oro al valor militare alla memoria per il coraggio dimostrato durante il corso della battaglia di Adua.

## Biografia

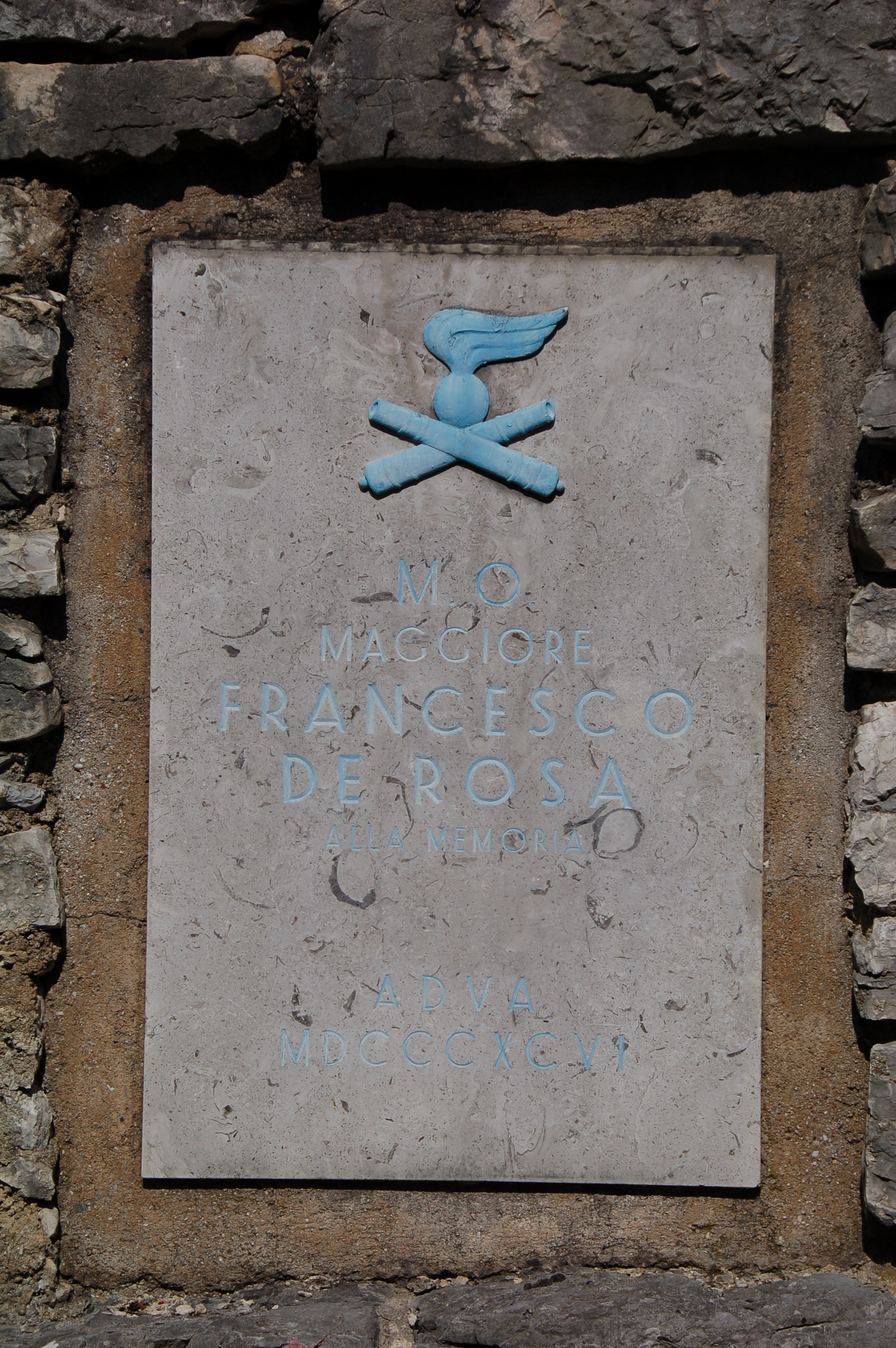
Lapide commemorativa del maggiore De Rosa collocata sulla strada degli artiglieri di Rovereto.

Nacque a Potenza il 13 ottobre 1853, figlio di Nicola e Elisabetta Palese. Ammesso a frequentare la Regia Accademia di Fanteria e Cavalleria di Modena dal novembre 1871, l’anno successivo si trasferì a quella di Artiglieria e Genio di Torino dalla quale uscì con il grado di sottotenente il 25 luglio 1875, entrando in servizio presso l'11º Reggimento artiglieria. Dopo aver frequentato la Scuola di applicazione dell'Arma, venne promosso tenente nel maggio 1877, ed assegnato alla specialità artiglieria da montagna. Divenuto capitano, il 10 maggio 1883 fu ammesso a frequentare la Scuola di guerra dell'esercito al termine della quale entrò in servizio presso lo Stato maggiore generale, e poi al 10º Reggimento artiglieria.
Destinato ad operare in Eritrea, partì il 2 novembre 1887 assegnato alla 1ª Batteria della 7ª Brigata artiglieria del Corpo Speciale. Prese parte alle operazioni di riconquista del forte di Saati (1º febbraio 1888), di cui poi assunse il comando, rientrando in Patria nel febbraio 1889 dopo la sfortunata azione di Saganeiti. Promosso al grado di maggiore il 10 ottobre 1895 assunse la direzione della fonderia di Napoli, ma chiese, ed ottenne, di ritornare in terra d’Africa.
Il 14 febbraio 1896 partì per Massaua, dove assunse il comando dell'artiglieria indigena formata dalla 1ª (capitano Henry) e 2ª Batteria, assegnate alla Brigata indigena del maggior generale Matteo Albertone.
Il 27 febbraio, presso il campo di Saurià, fu costituita la 1ª Brigata artiglieria da montagna con la quale giunse a circa tre chilometri dal colle di Chidane Meret nelle prime ore del 1 marzo.
Disposti i 14 pezzi 75B Mont. in base alle indicazioni del generale Albertone, iniziò un preciso tiro, anche a mitraglia, contro le formazioni attaccanti etiopiche che causarono gravi perdite al nemico, ma quando le truppe etiopi provenienti dall'Abba Garima e dall’Amba Scelledà investirono le batterie, ormai senza munizioni, rimase in prima linea combattendo corpo a corpo fino a quando non scomparve insieme ai suoi uomini nel furioso combattimento. Per onorarne il coraggio fu concessa la Medaglia d'argento al valor militare, successivamente trasformata in Medaglia d'oro.
La città di Potenza gli ha dedicato una caserma militare. Un'altra caserma a lui intitolata era a L'Aquila, nel Quarto San Marciano. Demolita dopo la guerra, oggi restano dei ruderi.

### Annotazioni
1. ↑  Si classificò ai primi posti nel suo corso.
2. ↑  Comprendente anche la 3ª (capitano Bianchini) e 4ª Batteria (capitano Masotto) bianca da montagna siciliane. Le cosiddette "batterie siciliane" provenivano dal 22º Reggimento artiglieria di Messina.
3. ↑  Del personale delle 4 Batterie della Brigata artiglieria da montagna, morirono ben 13 ufficiali su 15 e tra questi lo stesso De Rosa e i quattro comandanti. Ma solo tré di essi ricevettero la Medaglia d'oro al valor militare: il magg. De Rosa, il cap. Bianchinie e il cap. Masotto. Dei 300 artiglieri della 3ª e 4ª Batteria due Batterie ne sopravvissero 38.

### Fonti
1. 1 2 3 4 5  Bianchi, Cattaneo 2011, p. 74.
2. 1 2  McLachlan 2011, p. 5.
3. 1 2 3 4 5  Bianchi, Cattaneo 2011, p. 75.
4. ↑  Aveva a sua disposizione solo i due pezzi della II sezione della 2ª Batteria di artiglieria da montagna indigeni del ten. Vibi.
5. ↑  Bollettino Ufficiale 1898, pag. 746.